# Потенциал глобального потепления
Потенциал глобального потепления (сокр. ПГП, англ. global warming potential, GWP) — коэффициент, определяющий степень воздействия различных парниковых газов на глобальное потепление. Эффект от выброса оценивается за определённый промежуток времени. В качестве эталонного газа взят диоксид углерода (CO2), чей ПГП равен 1. Коэффициент ПГП был введён в 1997 году в Киотском протоколе. Потенциал глобального потепления изучен в контексте научного консенсуса по глобальному изменению климата.

## Практическое применение
На данный момент в Евросоюзе введен режим квот на импорт оборудования, использующего хладагенты с высоким ПГП. Под пристальным наблюдением оказалась климатическая техника, в которой для получения и отбора тепловой энергии используются фреоны R507, R404a, R134a, R410a. Это привело к появлению и распространению хладагентов с меньшим показателем потенциала глобального потепления, например R32. Этот газ ранее использовали в составе многокомпонентных фреонов, но после инициативы компании Daikin, он стал полноценным заменителем фреона R410a, но с лучшими показателями энергоэффективности, коэффициентом преобразования.

## Значения
Время жизни в атмосфере и потенциал глобального потепления некоторых парниковых газов для периодов 20, 100 и 500 лет:
| Парниковый газ                                                                         | Химическая формула | Время существования (лет) | ПГП за период | ПГП за период | ПГП за период |
| -------------------------------------------------------------------------------------- | ------------------ | ------------------------- | ------------- | ------------- | ------------- |
| Парниковый газ                                                                         | Химическая формула | Время существования (лет) | 20 лет        | 100 лет       | 500 лет       |
| Диоксид углерода                                                                       | CO2                | Переменное значение       | 1             | 1             | 1             |
| Водород - не является парниковым газом, но может оказывать косвенный парниковый эффект | H2                 | 2.5                       |               | 5.8           |               |
| Метан                                                                                  | CH4                | 12                        | 72            | 25            | 7,6           |
| Закись азота                                                                           | N2O                | 114                       | 289           | 298           | 153           |
| HFC-23                                                                                 | CHF3               | 270                       | 12 000        | 14 800        | 12 200        |
| HFC-134a                                                                               | CH2FCF3            | 14                        | 3 830         | 1 430         | 435           |
| Гексафторид серы                                                                       | SF6                | 3 200                     | 16 300        | 22 800        | 32 600        |
| Тетрафторметан                                                                         | CF4                | 50 000                    | 5 210         | 7 390         | 11 200        |